# Mangonuiowae (rivière)
La rivière Mangonuiowae  (en anglais : Mangonuiowae River) est un cours d’eau de la région du Northland dans l’Île du Nord de la Nouvelle-Zélande.

## Géographie
C’est un affluent de la rivière Rotokakahi, qu’elle atteint à 10 kmau nord-est du mouillage de ’Whangape Harbour’
(en) Land Information New Zealand, « détail emplacement: Mangonuiowae (rivière) », sur New Zealand Gazetteer